# Epfenhofen
Epfenhofen ist ein Ortsteil der Stadt Blumberg im Schwarzwald-Baar-Kreis in Baden-Württemberg. Der Ort wurde im Zuge der Gemeindegebietsreform in Baden-Württemberg am 1. Januar 1971 nach Blumberg eingemeindet.

## Geschichte
In der Nähe finden sich bronzezeitliche Hügelgräber und wurden Funde aus der römischen sowie frühalamannischen Zeit unter den Merowinger-Königen gemacht. Die Ersterwähnung war 1145. 
Durch seine Nähe zur Schweiz entging es im April 1945 dem Beschuss durch französische Kampfflieger, obwohl sich dort deutsche Truppen auf ihrem Rückzug versammelten, die in der Nacht vom 26. auf den 27. April den gegnerischen Einschlussring im Angriff auf das Dorf Randen sprengten, um sich nach Osten abzusetzen. Die Aktion erwies sich jedoch als vergeblich, da französische Truppen bereits das Hinterland bis zum Bodensee besetzt hatten.

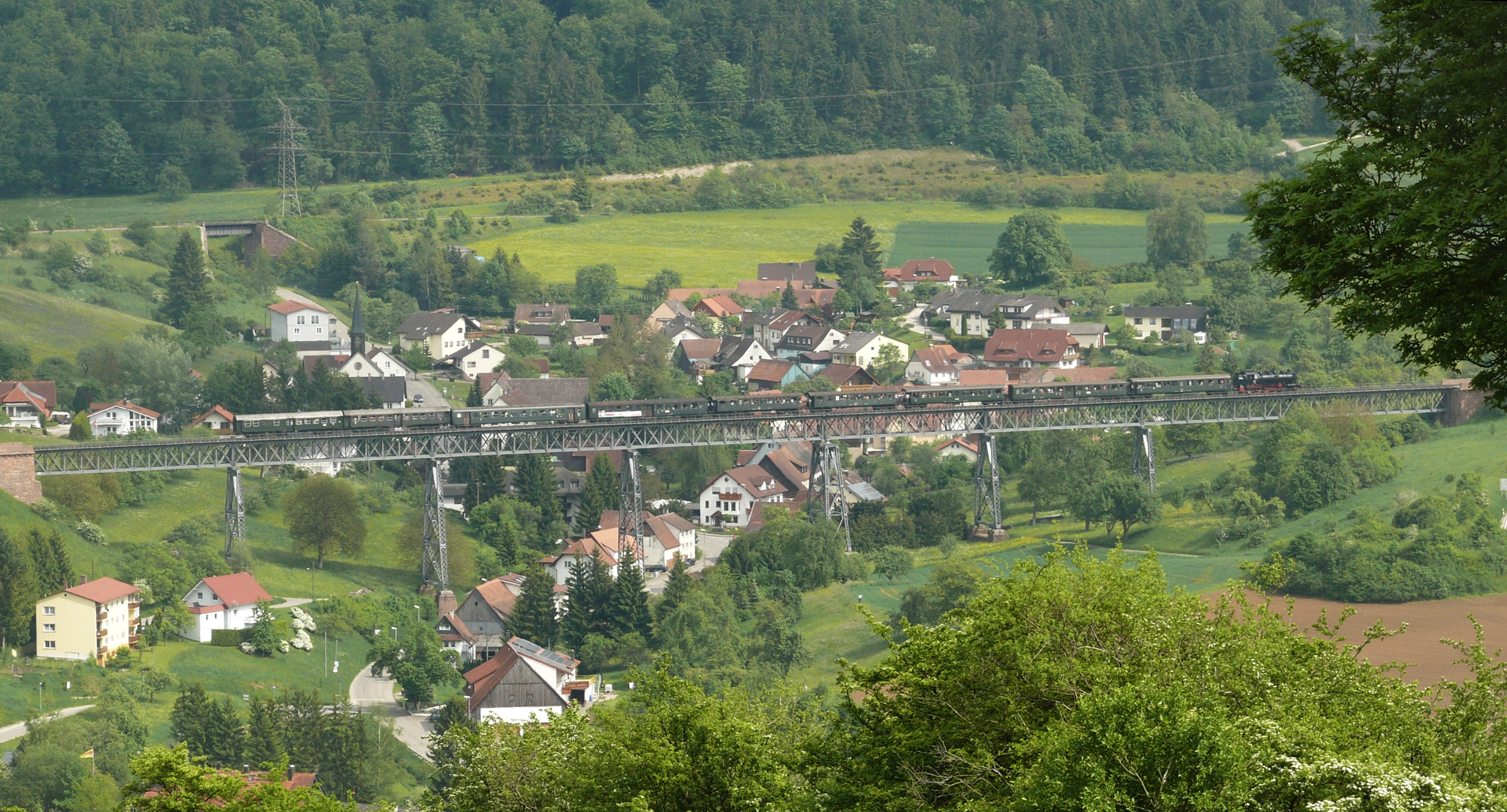
Viadukt Epfenhofen

## Lage und Verkehrsanbindung
Epfenhofen liegt südöstlich der Kernstadt von Blumberg am Kommenbach und am Egerstlebach. 
Die Ortschaft wird geprägt durch den Bahnviadukt der Wutachtalbahn, der hoch über die Dorfmitte führt. Hier waren zahlreiche Arbeiter einquartiert, die reges Leben in das bäuerliche Dörfchen und seine Wirtschaft brachten.
Westlich des Ortes verläuft die Landesstraße L 214, östlich die B 27 und als Ortsumfahrung die B 314.
Nördlich erstreckt sich das 76,4 ha große Naturschutzgebiet Zollhausried. Die Staatsgrenze zur Schweiz verläuft 1,5 km entfernt südöstlich.